# Vaquería, Cosautlán de Carvajal
Vaquería är en ort i Mexiko.   Den ligger i kommunen Cosautlán de Carvajal och delstaten Veracruz, i den sydöstra delen av landet, 230 km öster om huvudstaden Mexico City. Vaquería ligger 1 096 meter över havet och antalet invånare är 679.
Terrängen runt Vaquería är kuperad åt nordost, men åt sydväst är den bergig. Runt Vaquería är det ganska glesbefolkat, med 38 invånare per kvadratkilometer. Närmaste större samhälle är Coatepec, 15,0 km norr om Vaquería. I omgivningarna runt Vaquería växer i huvudsak städsegrön lövskog.